# One Times One
One Times One es el cuadragésimo cuarto álbum de estudio del grupo alemán de música electrónica Tangerine Dream. Publicado en 2007 por el sello Eastgate destaca por ser un álbum casi íntegramente compuesto, a excepción de una canción, por Edgar Froese algo poco usual en la trayectoria del grupo.

## Producción
Grabado en 2007 los estudios Eastgate de Viena el álbum es el primero de una serie de discos que el sello denominó «cupdisc» caracterizados por una maquetación y presentación más sencilla y una duración más breve que los álbumes de estudio convencionales del grupo.
El álbum está formado por 4 nuevas canciones de Edgar Froese, la versión instrumental de la canción «Man» incluida en el disco Madcap's Flaming Duty (2007) y una regrabación de la canción «Loved By The Sun» compuesta originalmente por Froese, Christopher Franke y Johannes Schmoelling para la banda sonora de la película Legend dirigida por Ridley Scott.

## Lista de temas
| N.º   | Título                                       | Escritor(es)                                         | Duración |  |
| 1.    | «Sadness Of Echnaton Losing The World Child» | Edgar Froese                                         | 6:25     |  |
| 2.    | «Man (Instrumental)»                         | Edgar Froese                                         | 4:53     |  |
| 3.    | «Modesty And Greed»                          | Edgar Froese                                         | 7:05     |  |
| 4.    | «Loved By The Sun»                           | Edgar Froese Christopher Franke Johannes Schmoelling | 3:38     |  |
| 5.    | «Gleeful Poets Crying Softly»                | Edgar Froese                                         | 8:22     |  |
| 6.    | «Daughters Of Time»                          | Edgar Froese                                         | 9:01     |  |
| 39:23 |                                              |                                                      |          |  |

## Personal
- Edgar Froese - intérprete, diseño de portada y producción